# Anne Mari Lie
Anne Mari Lie, tidligere Kaas, (født 2. august 1945 i København, død 1. maj 1989) var en dansk forfatter, tøjdesigner, og skuespiller.
Hun var gift med skuespilleren Preben Kaas (1970-75) og fik med ham sønnen Nikolaj Lie Kaas (1973).

## Opvækst
Lie voksede op som Jehovas Vidne, men trådte ud af det som 18 årig.

## Død
Hun begik selvmord og døde 1. maj 1989. Hun er begravet på de ukendtes gravsted på Rødovre Kirkegård.

## Filmografi

### Film
| År   | Titel                 | Rolle                    |
| ---- | --------------------- | ------------------------ |
| 1965 | Slå først, Frede      | Stuepige                 |
| 1966 | Slap af, Frede        | Smits pige i psykiatrisk |
| 1971 | Hvor er liget Møller? | Sekretær                 |
| 1973 | På'en igen Amalie     | Journalist               |

## Bøger
- Fløde 2 (1979)
- Brud(e)stykker (1980)
- Filemon og Fertille – osse en familie (1982)
- I Lie måde (1984)
- Mor hænger og dingler nede i æbletræet (1984)
- Pas Lie dig selv : ung, smuk og sund i alle aldre (1986)